# فوروتينسك (كالوغا)
فوروتينسك (بالروسية: Воротынск) هي مدينة في مقاطعة كالوغا أوبلاست في روسيا.